# Thrissops
Thrissops — род вымерших лучепёрых рыб из семейства Ichthyodectidae отряда ихтиодектообразных (Ichthyodectiformes), живших во времена юрского и мелового периодов.
Их окаменелости известны из Зольнхофенского известняка, а также Kimmeridge Clay. Thrissops были быстрыми хищными рыбами длиной около 60 сантиметров, которые питались другими костными рыбами. У них было обтекаемое тело с глубоко расщепленным хвостом и очень маленькими парными плавниками. Thrissops были родственниками гигантских Xiphactinus и, возможно, предками современных араванообразных (Osteoglossiformes), наиболее примитивной группы современных костистых рыб.

## Классификация
По данным сайта Paleobiology Database, на июнь 2019 года в род включают 4 вымерших вида:
- Thrissops curtus
- Thrissops formosustypus
- Thrissops molossus
- Thrissops portlandicus